# Кролики (фильм)
«Кро́лики» — короткометражный фильм режиссёра Дэвида Линча 2002 года, состоящий из восьми эпизодов о повседневной жизни людей, переодетых в кроликов. Каждый эпизод показывает некую комнату и содержит скетчи с неожиданными диалогами трёх людей-кроликов, каждый из которых ведёт свою собственную игру. «Кролики» сопровождены мрачными титрами: «В безымянном городе, поражённом непрекращающимся дождем… в страшной фантазии живут три кролика».
Режиссёр и сценарист фильма, Дэвид Линч, определяет жанр картины как веб фильм с элементами ситкома. Линч снял «Кроликов» на цифровое видео, среду, свободу которой, по сравнению с традиционным фильмом, он обнаружил недавно. Возможность создавать подобные картины произвела на режиссёра большое впечатление:
Сейчас это просто место для фрагментов, и вы не знаете, куда они могут пойти. Как только ваш ум начинает фокусироваться на чем-то, он начинает расти, и вы не знаете, куда это приведёт. Но делая что-то, просто делая что-то, вам удаётся сфокусировать своё внимание. И тогда вы видите, что происходит.— Дэвид Линч

## Сюжет
Действие фильма происходит исключительно в одной локации, представленной в виде гостиной дома. В рамках сюжета три человека, переодетых в кроликов, входят в помещение, выходят из него и общаются. Один, Джек, мужчина и носит шикарный костюм. Двое других, Сьюзи и Джейн, — женщины, одна из которых носит платье, другая — халат. В каждом эпизоде кролики общаются в довольно пугающей манере. Строки наполнены тайным смыслом и представлены в виде риторических обращений: «Ты был блондином?», «Что-то не так», «Интересно, кем я буду», «Я только хотел бы, чтобы они куда-нибудь ушли», «Это было как-то связано с рассказом о Времени» и «Никто не должен узнавать об этом». Беспорядочные, но, казалось бы, связанные между собой темы, о которых говорят кролики, позволяют предположить, что диалог можно объединить в разумные разговоры, но их конкретные интерпретации неуловимы.
Некоторые из диалогов кроликов дополняются закадровым смехом, как будто их снимают перед живой аудиторией. Кроме того, всякий раз, когда один из кроликов входит в комнату, невидимая публика громко кричит и аплодирует, как в комедийном сериале. Сами кролики, однако, остаются серьёзными.
В некоторых эпизодах происходят таинственные события, включая появление горящей дыры в стене и вторжение странного демонического голоса, сопровождающееся появлением зловещего красного освещения. Три эпизода включают сольное выступление одного кролика, в котором он рассказывают странную поэзию.
Кроликам в один момент звонят по телефону, и позже, в кульминационный момент серии, доносится стук в дверь. Когда дверь открывается, раздается громкий крик и изображение искажается. После того, как дверь закрывается, Джек говорит, что это был человек в зелёном плаще. Последний эпизод заканчивается тем, что кролики сидят на диване, и Джейн говорит: «Интересно, кем я буду».

## В ролях
| Актёр           | Роль             |
| --------------- | ---------------- |
| Скотт Коффи     | Джек             |
| Лаура Хэрринг   | Джейн            |
| Наоми Уоттс     | Сьюзи            |
| Ребека Дель Рио | Джейн (эпизод 3) |

## Производство
Дэвид Линч снимал картину на площадке, построенной в саду его дома на Голливудских холмах. Съемки проходили в ночное время суток с целью лучшего контроля освещения локации. Его главные актёры — Наоми Уоттс, Лаура Харринг и Скотт Коффи — каст кинофильма «Малхолланд Драйв».
Как и в большинстве фильмов Дэвида Линча, музыка была написана композитором Анджело Бадаламенти.

## Критика
Зрители высоко оценили уникальное использование освещения для создания теней и поддержания непростой атмосферы фильма.
Даже спустя многие годы «Кролики» не перестают удивлять кинокритиков:
«Кролики» - это мрачная и загадочная серия короткометражных фильмов Дэвида Линча, в которых участвуют три исполнителя, одетые в костюмы кроликов и выступающие в разрозненном диалоге с акцентами на длительные периоды молчания. Как вы, вероятно, можете сказать, это определённо находится в «экспериментальной» / «артхаусной» сфере искусства и, вероятно, подходит не для многих зрителей.— Mat Cult, «25YearsLaterSite»
«Кролики» — это ночные кошмары — диалог не связан, хотя вы подозреваете, что если кто-то должен сесть и восстановить его (а это Линч, так что я уверен, что кто-то есть), он может начать иметь определённую степень смысла.— David Flint, «The Reprobate»
Сериал многие называют «комедийным сериалом», так как он соответствует традиционным элементам жанра. Но на самом деле это реакционная диверсия ситкома. Он не предназначен для того, чтобы доставлять удовольствие или успокаивать. Он бросает вызов и обвиняет себя непосредственно перед своей аудиторией.

## Истоки идеи
Известный кинокритик Дейв Кер отметил в The New York Times, что именно Ален Рене впервые наложил гигантские головы грызунов на актёров в своём фильме 1980 года «Мой американский дядюшка», а диалог кроликов напоминает отрывок из фильма Рене «В прошлом году в Мариенбаде».

## Влияние на науку
В 2013 году 4 эпизода из фильма «Кролики» были показаны участникам психологического эксперимента в Университете Британской Колумбии. Цель исследования учёных группы Стива Хейна заключалась в выявлении способности ацетаминофена облегчать чувства дискомфорта и неуверенности, возникаемые у людей при размышлении о смерти или просмотре сюрреалистического кино. При выборе кинофильма, учёные единогласно сошлись во мнении, что «Кролики» наилучшим образом отображают весь спектр переживаний человека, чьё ощущение «смысла жизни» поставлено под серьёзную угрозу.